# 白花驴蹄草
白花驴蹄草（学名：[Caltha natans] 错误：{{Lang}}：文本有斜体标记（帮助）），为毛茛科驴蹄草属下的一个植物种。